# Зийбак
Окръг Зийбак (на английски: Ziebach County) е окръг в щата Южна Дакота, Съединени американски щати. Площта му е 5105 km², а населението - 2756 души (2017). Административен център е град Дюпри.